# Arabiska teatern
Arabiska teatern är en fri teatergrupp bildad i november 2015 av Helen Al-Janabi, som kom till Sverige från Syrien 2009 som utbildad skådespelare. De inledde sitt arbete med att skapa studiegrupper för i första hand arabisktalande barn och ungdomar. Den första föreställningen var en uppsättning av Lille prinsen, som de hade premiär med 2016 och turnerade med i samarbete med Riksteatern 2017. Föreställningen textades till svenska med en textmaskin.
De har därefter även gjort föreställningar för vuxna, bland annat de egenskapade verken Midnattsol och Norrsken som bygger på intervjuer av flyktingar. Dessa är del i ett projekt där Arabiska teatern vill gestalta arabisktalande invandrares liv i Sverige. Dessa har spelats in och visas digitalt på sociala medier. År 2022 sattes den egna pjäsen Överlevare upp, som är en pjäs om Förintelsen på arabiska. Ämnet valdes för att det är en del av Europas historia som förvanskas eller förtigs i många arabisktalande länder.